# Lars König

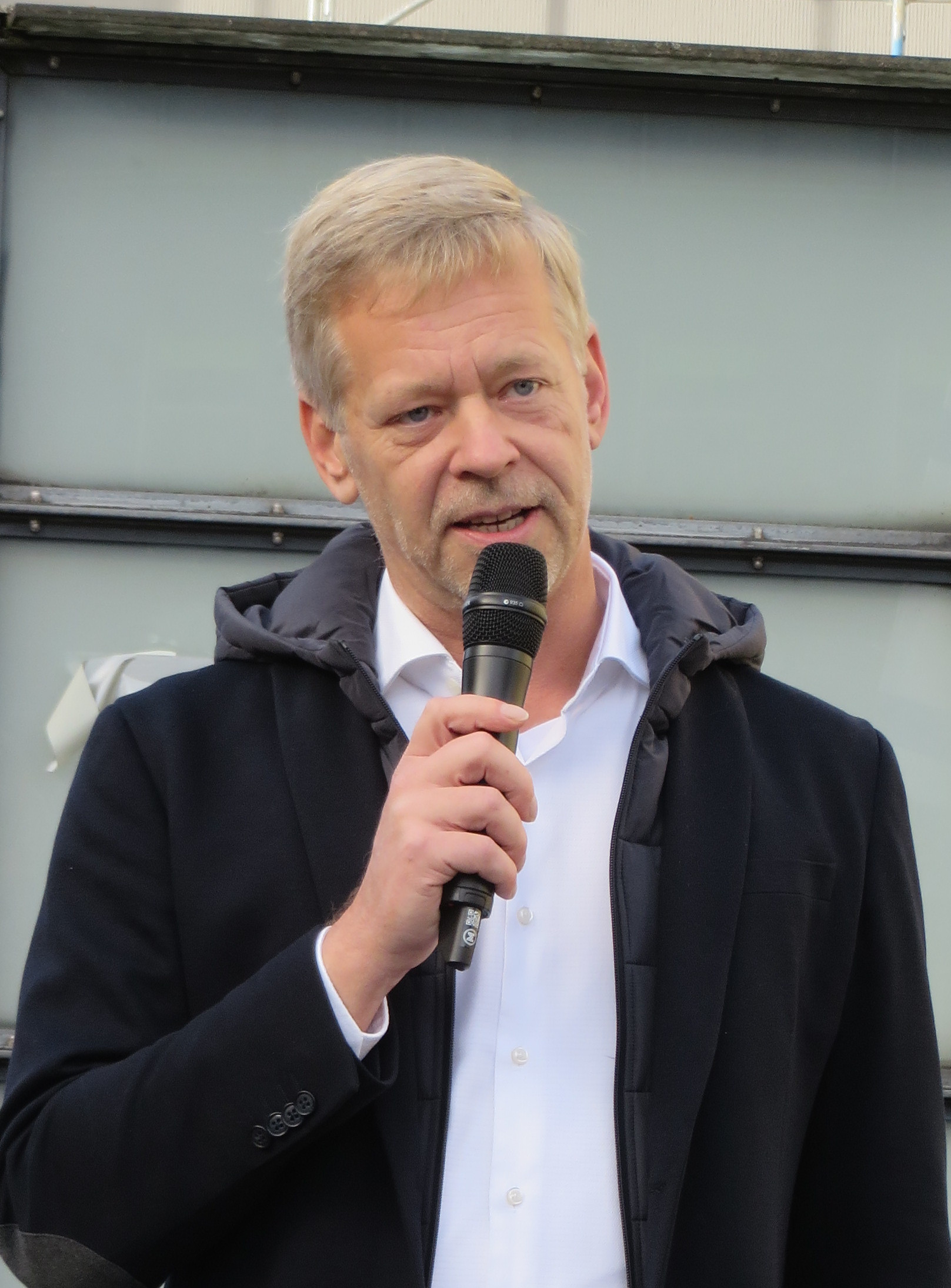
Lars König, 2023

Lars König (* 18. Januar 1971 in Witten) ist ein deutscher Kommunalpolitiker (CDU) und seit dem 1. November 2020 hauptamtlicher Bürgermeister der Stadt Witten.

## Leben

### Ausbildung und Beruf
Lars König wurde in Witten geboren, ging auf die Breddeschule und legte anschließend, im Jahr 1991, am Ruhr-Gymnasium in Witten sein Abitur ab. Danach absolvierte er den Grundwehrdienst in Unna und ließ sich zum Nachschub- und Transportunteroffizier ausbilden. 1994 nahm er ein Studium der Rechtswissenschaften an der Ruhr-Universität Bochum auf. Lars König war als Projektmanager in der Windkraft-Branche tätig.

### Politischer Werdegang
Im Jahr 1992 trat er in die CDU ein und ist seit 2004 gewähltes Mitglied des Wittener Stadtrates. Von 2004 bis 2009 war König ebenfalls Mitglied im Kreistag des Ennepe-Ruhr Kreises.
Von 2014 bis 2020 bekleidete er das Amt des stellvertretenden Bürgermeisters in seiner Heimatstadt.
Bei den Kommunalwahlen 2020 trat er zum ersten Mal als Bürgermeisterkandidat der CDU in Witten an. In der Bürgermeisterwahl, bei der keiner der neun Kandidaten die absolute Mehrheit erringen konnte, erzielte er 29,58 % der Stimmen und zog somit mit der Amtsinhaberin Sonja Leidemann (34,52 %) in die Stichwahl ein. Vierzehn Tage später gewann er diese mit 59,98 % zu 40,02 %.

### Weitere ehrenamtliche Tätigkeiten
Lars König ist Mitglied im Kirchenvorstand der katholischen Kirchengemeinde St. Franziskus Witten.

### Privates
Lars König ist ledig. Er ist römisch-katholisch und hat eine Tochter.